# Hani
Hani (eller Akha; egenbetegnelse: Haqniq; kinesisk skrift: 哈尼族 pinyin: Hānízú) er et af de 55 officielt anerkendte minoritetsfolk i Folkerepublikken Kina. Ifølge folketællingen i 2000 er der 1.439.673 af dem i Kina, for det meste i provinsene Yunnan og Guizhou. Der er også nogle hanier i Vietnam (kaldt Hà Nhì, ca 17.500) og i Laos.
Deres sprog tilhører de tibetoburmanske sprog.